# Eugène Clairfelt
Carl Eugène (Eugen) Mauritz Clairfelt (i riksdagen kallad Clairfelt i Kristianstad), född 14 juli 1824 i Malmö, död 1 juli 1879 på Ramlösa hälsobrunn, var en svensk jurist och riksdagsman. Han var son till Mauritz Clairfelt och sonson till Gustaf Mauritz Armfelt.

## Biografi
Eugène Clairfelt föddes 1824 i Malmö. Han var son till militären Mauritz Clairfelt och Amelie Sofia Oxenstierna af Eka och Lindö. Clairfelt blev 1839 student vid Lunds universitet och avlade 18 december 1841 kansliexamen. Han avlade 20 juni 1845 kameralexamen och 10 maj 1847 examen till rättegångsverken. Clairfelt blev 1847 auskultant i hovrätten över Skåne och Blekinge och 17 jnuaiar 1852 vice häradshövding. Han blev 1 november 1852 amanuens i hovrätten, 8 februari 1858 fiskal och 8 mars 1859 notarie.
Clairfelt blev i september 1861 tillförordnad  borgmästare i Kristianstads stad, 25 februari 1862 ordinarie borgmästare och utnämndes 29 juli 1863 till riddare av Dannebrogorden. Han blev 29 juli 1870 riddare av Vasaorden. I riksdagen var han ledamot av andra kammare 1873-1879, invald i Kristianstads och Simrishamns valkrets. Han avled 1879 i Ramlösa.
Han är begravd i Malmö Gamla Kyrkogård.

### Familj
Clairfelt gifte sig 17 december 1858 i Kristianstad med Terèse Clementine Behrling (1825–1897), dotter till grosshandlaren Erland Behrling och Johanna Vilhelmina Styff.